# Theta2 del Taure
Theta² del Taure (θ² Tauri) és un estel a la constel·lació del Taure. Amb magnitud aparent +3,41, és el membre més brillant del cúmul de les Híades. Comparteix la denominació de Bayer «Theta» amb Theta¹ Tauri, estant els dos estels separades visualment 5,6 minuts d'arc; no obstant això, la distància existent entre elles —uns 4 anys llum—, sembla descartar que formin un veritable sistema binari. Theta² Tauri s'hi troba a 150 anys llum del sistema solar.
Theta² del Taure està catalogada com una geganta blanca de tipus espectral A7III, encara que els seus paràmetres físics —vegeu més a baix— s'ajusten més als d'una subgegant. Amb una temperatura superficial de 7880 K, brilla amb una lluminositat 69 vegades major que la lluminositat solar. Té un radi 3,9 vegades més gran que el del Sol i gira sobre si mateixa amb una velocitat de rotació projectada de 78 km/s, la qual cosa comporta un període de rotació igual o inferior a 2,5 dies. D'altra banda, és una variable Delta Scuti amb dotze períodes diferenciats que van de 1,64 a 2,22 hores; la fluctuació de lluentor és de 0,07 magnituds. Té una massa aproximada de 2,4 masses solars i la seva edat, estimada en 670 milions d'anys, concorda aproximadament amb l'edat de les Híades.
Theta² del Taure té una companya, també de tipus A, la lluminositat de la qual és 19 vegades superior a la lluminositat solar. El seu radi és tres vegades més gran que el del Sol i té una massa de 1,8 masses solars. Completa una òrbita al voltant de la brillant «subgegant» cada 140,7 dies. La separació mitjana entre els dos estels és de 0,86 ua però la notable excentricitat de l'òrbita fa que aquesta varie entre 0,23 i 1,3 ua.